# العلاقات اليابانية الباربادوسية
العلاقات اليابانية الباربادوسية هي العلاقات الثنائية التي تجمع بين اليابان وباربادوس.

## مقارنة بين البلدين
هذه مقارنة عامة ومرجعية للدولتين:
| وجه المقارنة                                              | اليابان         | باربادوس       |
| --------------------------------------------------------- | --------------- | -------------- |
| المساحة (كم2)                                             | 377.97 ألف      | 439            |
| عدد السكان (نسمة)                                         | 126.79 مليون    | 285.72 ألف     |
| الكثافة السكانية (ن./كم²)                                 | 335.45          | 65.08 ألف      |
| العاصمة                                                   | طوكيو           | بريدج تاون     |
| اللغة الرسمية                                             | اللغة اليابانية | لغة إنجليزية   |
| العملة                                                    | ين ياباني       | دولار بربادوسي |
| الناتج المحلي الإجمالي (بليون دولار)                      | 4.87 تريليون    | 4.80 مليار     |
| الناتج المحلي الإجمالي (تعادل القوة الشرائية) بليون دولار | 5.18 تريليون    | 4.66 مليار     |
| الناتج المحلي الإجمالي الاسمي للفرد دولار أمريكي          | 34.52 ألف       | 15.43 ألف      |
| الناتج المحلي الإجمالي للفرد دولار أمريكي                 | 36.62 ألف       | 16.06 ألف      |
| مؤشر التنمية البشرية                                      | 0.903           | 0.795          |
| رمز المكالمات الدولي                                      | +81             | +1246          |
| رمز الإنترنت                                              | .jp             | .bb            |
| المنطقة الزمنية                                           | توقيت اليابان   | 00             |

## منظمات دولية مشتركة
يشترك البلدان في عضوية مجموعة من المنظمات الدولية، منها:
| علم المنظمة | اسم المنظمة                               | تاريخ انضمام اليابان | تاريخ انضمام باربادوس |
| ----------- | ----------------------------------------- | -------------------- | --------------------- |
|             | يونسكو                                    | 2 يوليو 1951         | 24 أكتوبر 1968        |
|             | مؤسسة التمويل الدولية                     | 20 يوليو 1956        | 25 يونيو 1980         |
|             | المركز الدولي لتسوية المنازعات الاستشارية | 16 سبتمبر 1967       | 1 ديسمبر 1983         |
|             | منظمة حظر الأسلحة الكيميائية              | ?                    | ?                     |
|             | مؤسسة التنمية الدولية                     | 27 ديسمبر 1960       | 29 سبتمبر 1999        |
|             | منظمة التجارة العالمية                    | ?                    | ?                     |
|             | وكالة ضمان الاستثمار متعدد الأطراف        | 12 أبريل 1988        | 12 أبريل 1988         |
|             | الاتحاد البريدي العالمي                   | ?                    | ?                     |
|             | الاتحاد الدولي للاتصالات                  | 29 يناير 1879        | 16 أغسطس 1967         |
|             | منظمة الشرطة الجنائية الدولية             | ?                    | ?                     |
|             | الأمم المتحدة                             | 18 ديسمبر 1956       | 9 ديسمبر 1966         |
|             | البنك الدولي للإنشاء والتعمير             | 13 أغسطس 1952        | 12 سبتمبر 1974        |

## وصلات خارجية
- موقع وزارة الخارجية اليابانية
- موقع وزارة الخارجية الباربادوسية